# Boisse-Penchot
Boisse-Penchot – miejscowość i gmina we Francji, w regionie Oksytania, w departamencie Aveyron. W 2013 roku jej populacja wynosiła 543 mieszkańców. Na terenie gminy rzeka Riou Mort uchodzi do Lot. 